# Marokkanisch-Arabisch

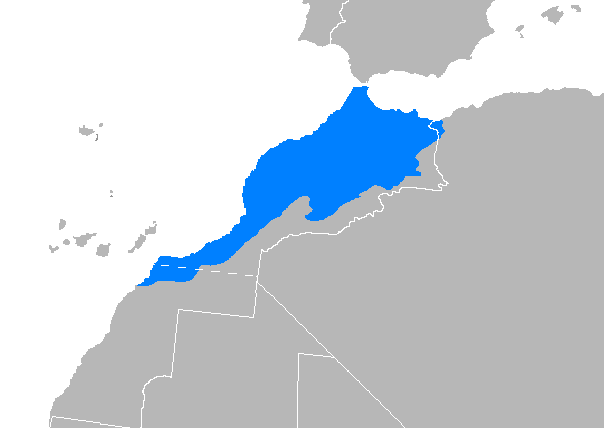
Verbreitungsgebiet

Marokkanisch-Arabisch (hocharabisch اللهجة المغربية, DMG al-Lahǧa al-Maġribiyya; marokkanisch-arabisch الدارجة المغربية, DMG ad-Dāriǧa al-Maġribiyya oder oft kurz الدارجة, DMG ad-Dāriǧa), im deutsch- und englischsprachigen Raum Darija (Ausspracheⓘ), ist ein arabischer Dialekt und wird von circa 20 Millionen Menschen als Muttersprache und etwa 12 Millionen als Zweitsprache neben Berbersprachen gesprochen, die vornehmlich in Marokko, in jüngster Zeit aber auch in Westeuropa leben. Er gehört zur Gruppe der maghrebinischen Dialekte des Arabischen.
Der Sprachcode ist ary (nach ISO 639).

## Wortschatz und Schrift
Marokkanisch-Arabisch hat sich aus dem klassischen Arabischen entwickelt und ist stark von der Sprache der „Ureinwohner“ Marokkos, dem Tamazight, beeinflusst. So kennt es ebenso Silben ohne Vokale und Sonanten.
Im Gegensatz zum klassischen Arabisch benutzen Marokkaner in der Schrift- und Aussprache die aus dem Persischen übernommenen Buchstaben „G“ (گ bzw. ݣ) und – in Fremdwörtern – auch „P“ (پ), sowie die arabischen Sonderzeichen „V“ (ڤ bzw. ڥ) und „Č“ (ڜ, heute eher تش). Darüber hinaus existieren zahlreiche Schreibvarianten.

## Geschichte
Über die sprachliche Situation im prä-arabischen Marokko ist nur so viel bekannt, dass die überwiegende Mehrheit der Bevölkerung Berber-Dialekte gesprochen hat. In einigen Gegenden im Norden Marokkos (dem ehemaligen Mauretania Tingitana) wurde auch eine romanische Sprache gesprochen, insbesondere in Tanger, Ceuta, Sala und Volubilis. Die Arabisierung der Sprache vollzog sich in zwei großen Wellen: Zunächst im 7. Jahrhundert n. Chr. sowie im 12. Jahrhundert mit der Ankunft der Banū Hilāl. Diachronisch betrachtet gibt es also zwei Gruppen der arabischen Sprache in Marokko: Vor-„hilalisch“, entstanden nach der arabischen Eroberung im 7. Jahrhundert, wobei die Arabisierung zunächst nur sehr oberflächlich stattgefunden hat und Arabisch hauptsächlich in den größeren Städten gesprochen wurde, sowie die zweite Gruppe, die sich nach der Ankunft der Banū Hilāl entwickelte. Erstere wird vor allem in Städten wie Rabat, Tanger, Tétouan gesprochen, außerdem gehören nahezu alle von Juden gesprochenen Dialekte der vor-hilalischen Periode an. Mit der Ankunft der Banū Hilāl (bestehend aus den Banū Sulaim und Banu Maʿqil), die über Arabien, dann Ägypten nach Nordafrika und schließlich im 12. Jahrhundert nach Marokko kamen, nahm die Ausbreitung der arabischen Sprache dort weiter ihren Lauf.

## Beispielsätze
- Hocharabisch: أريد أن أرسل رسالة إلى أختي., DMG urīdu an ursila risālatan ilā uḫtī

Marokkanisch-Arabisch: بغيت نصيفط لختي شي برية., DMG bġet nṣīfṭ li ḫti ši briyya
auf deutsch: „Ich möchte meiner Schwester einen Brief schicken.“
- Hocharabisch: أشرب الآن كأساً من الشاي., DMG ašrabu l-ʾāna kaʾsan min aš-šāy

Marokkanisch-Arabisch: دابا كنشرب كاس ديال أتاي., DMG dāba kenšreb kās diyāl ʾatāy
auf deutsch: „Ich trinke jetzt ein Glas Tee.“
- Hocharabisch: سوف آكل شيئاً مع صاحبتي في المطعم غداً., DMG saūfa ʾākulu šaīʾan maʿa ṣāḥibatī fī l-maṭʿam ġadan

Marokkanisch-Arabisch: غادي ناكل شي حاجة مع صاحبتي في الريسطو غدا., DMG ġadi nākul ši ḥāǧa mʿa ṣāḥbti f-rrisṭo ġeda
auf deutsch: „Ich werde morgen mit meiner Freundin in einem Restaurant essen gehen.“
- Hocharabisch: لا تنسى أن تتصل بي عندما تعود إلى المنزل., DMG lā tansā an tataṣil bī ʿindamā taʿūd ilā l-manzil

Marokkanisch-Arabisch: ما تنساش تعيط ليا ملي ترجع لدار., DMG mātensaš tʿiyyeṭ liya melli trġaʿ l-dār
auf deutsch: „Vergiss nicht mich anzurufen, wenn du nach Hause zurück kommst.“

## Bilder

Poesie auf Marokkanisch-Arabisch, als Wandschmuck in Chez Ali, Marrakesch
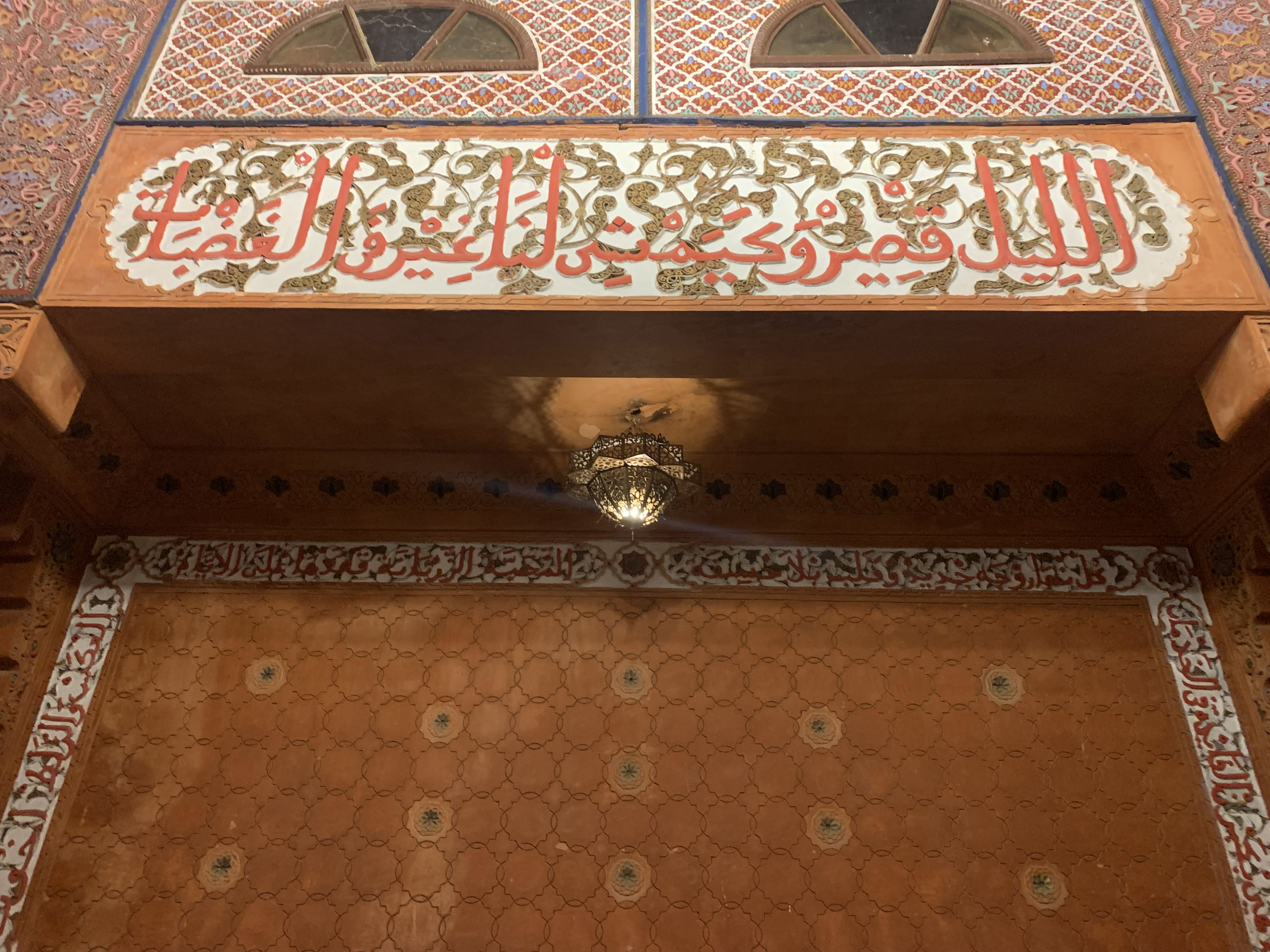
الليل قصير و كيمشي لنا غير ف الغضبات Die Nacht ist kurz, und sie geht im Zorn weg
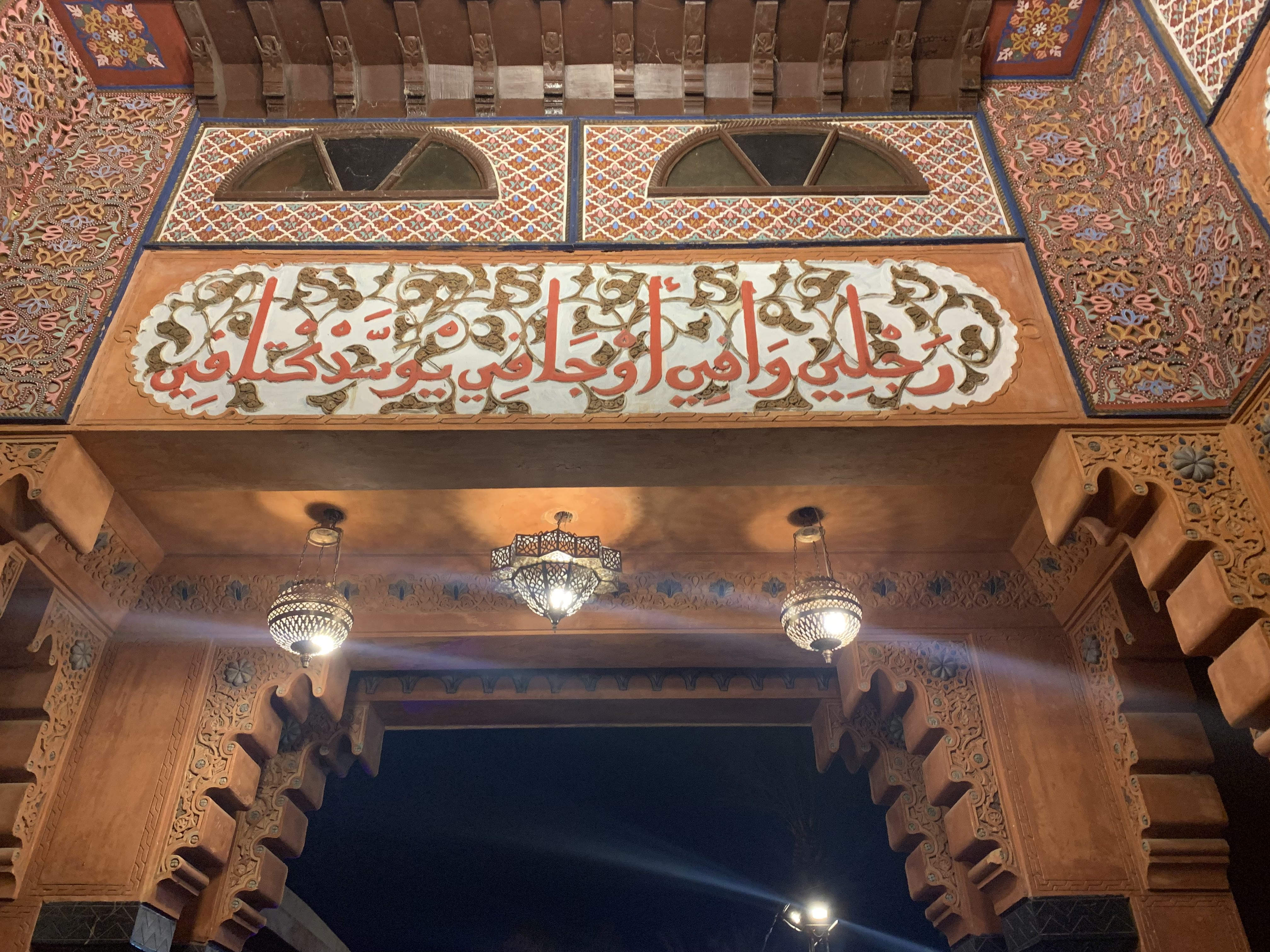
رجلي وافي أو جافي يوسد كتافي Mein Mann, in Freundlichkeit und Ärger, ist Kissen für meine Schulter

## Textsammlungen
- Georges S. Colin: Chrestomathie marocaine: textes citadins en transcription latine. Librairie d'Amérique et d'Orient: A. Maisonneuve, Paris 1939